# 仙台市立富沢中学校
仙台市立富沢中学校（せんだいしりつ とみざわちゅうがっこう）は、宮城県仙台市太白区富沢二丁目にある公立中学校。通称は「富中」（とみちゅう）。2023年7月現在、全校生徒数は1000名を超えており、県内で最も生徒数の多い中学校である。
なお、上記で述べたように本校の通称は「富中」（とみちゅう）であるが、隣市に位置する富谷市立富谷中学校も同じく「富中」（とみちゅう）と呼ばれるため、混同しないように注意が必要である。

## 概要
学区は仙台市南部に位置する。具体的には仙台市立大野田小学校区、富沢小学校区の全域、西多賀小学校区、仙台市立長町南小学校区の一部となる。学区内は富沢遺跡をはじめ多数の遺跡が点在し、縄文時代などの水田跡が発見されている。また、近年は仙台市地下鉄南北線の富沢駅の周辺部にあたる、富沢南地区、大野田地区などで宅地開発が盛んにおこなわれており、仙台市内でも人口が増加している地域である

## 学校目標
『心ゆたかに　たくましく　のびゆく生徒』

## 沿革
- 1988年 - 開校
- 2019年 - エアコン設置[要出典]
- 2023年 - 全校生徒数が1000名を超える

## 部活動
運動部
| - 水泳 - バスケットボール - サッカー - 野球 | - バレーボール - ソフトテニス - 卓球 - バドミントン | - ソフトボール(女子) - 剣道 - ソフトテニス |

- 陸上

文化部
| - 吹奏楽 - 合唱 - 美術 | - 科学 - 家庭 - 茶道 | - 演劇 - 箏曲 2012年より同好会から部として認定 - 囲碁将棋 2018年より同好会から部として認定 |

## 所在地
〒982-0032 仙台市太白区富沢2丁目4-1